# NGC 5248
NGC 5248 é uma galáxia espiral barrada (SBbc) localizada na direcção da constelação de Boötes. Possui uma declinação de +08° 53' 10" e uma ascensão recta de 13 horas, 37 minutos e 32,0 segundos.
A galáxia NGC 5248 foi descoberta em 15 de Abril de 1784 por William Herschel.